# Estación de Nava de la Asunción
Nava de la Asunción fue una estación de ferrocarril situada en el municipio español de Nava de la Asunción, en la provincia de Segovia, comunidad autónoma de Castilla y León. Las instalaciones estuvieron operativas entre 1884 y 1993. En la actualidad el edificio de viajeros acoge un museo.

## Situación ferroviaria
Las instalaciones estaban situadas en el punto kilométrico 48,182 de la línea férrea de ancho ibérico Segovia-Medina del Campo, a 804 metros de altitud.

## Historia
La estación fue puesta en funcionamiento el 1 de junio de 1888 con la apertura al tráfico de la línea Segovia-Medina del Campo, que había sido construida por la Compañía de los Caminos de Hierro del Norte de España por motivos estratégicos y como ruta alternativa a la línea Madrid-Hendaya. En 1941, con la nacionalización de la red ferroviaria de ancho ibérico, la empresa estatal RENFE pasó a ser el titular de las instalaciones. El eje ferroviario Medina-Segovia vivió sus años de apogeo entre las décadas de 1940 y 1960, experimentando un intenso tráfico tanto de pasajeros como de mercancías. Sin embargo, lo cierto es que a lo largo de su historia de la línea no llegó a mover grandes tráficos, siendo clausurada en 1993 debido a la falta de rentabilidad económica.
Tras el cierre de la línea la estación quedó sin servicio; en 2008 fue rehabilitada y en la actualidad acoge un museo dedicado a la figura del escritor Jaime Gil de Biedma.